# Salpis lata
Salpis lata là một loài bướm đêm trong họ Geometridae.